# Ковалівка (Кропивницький)
Ковалівка — один з мікрорайонів міста Кропивницький, що належить до Фортечного району. Назва місцевості походить від професії коваля, яких жило багато тут на початку XIX століття.

## Розташування

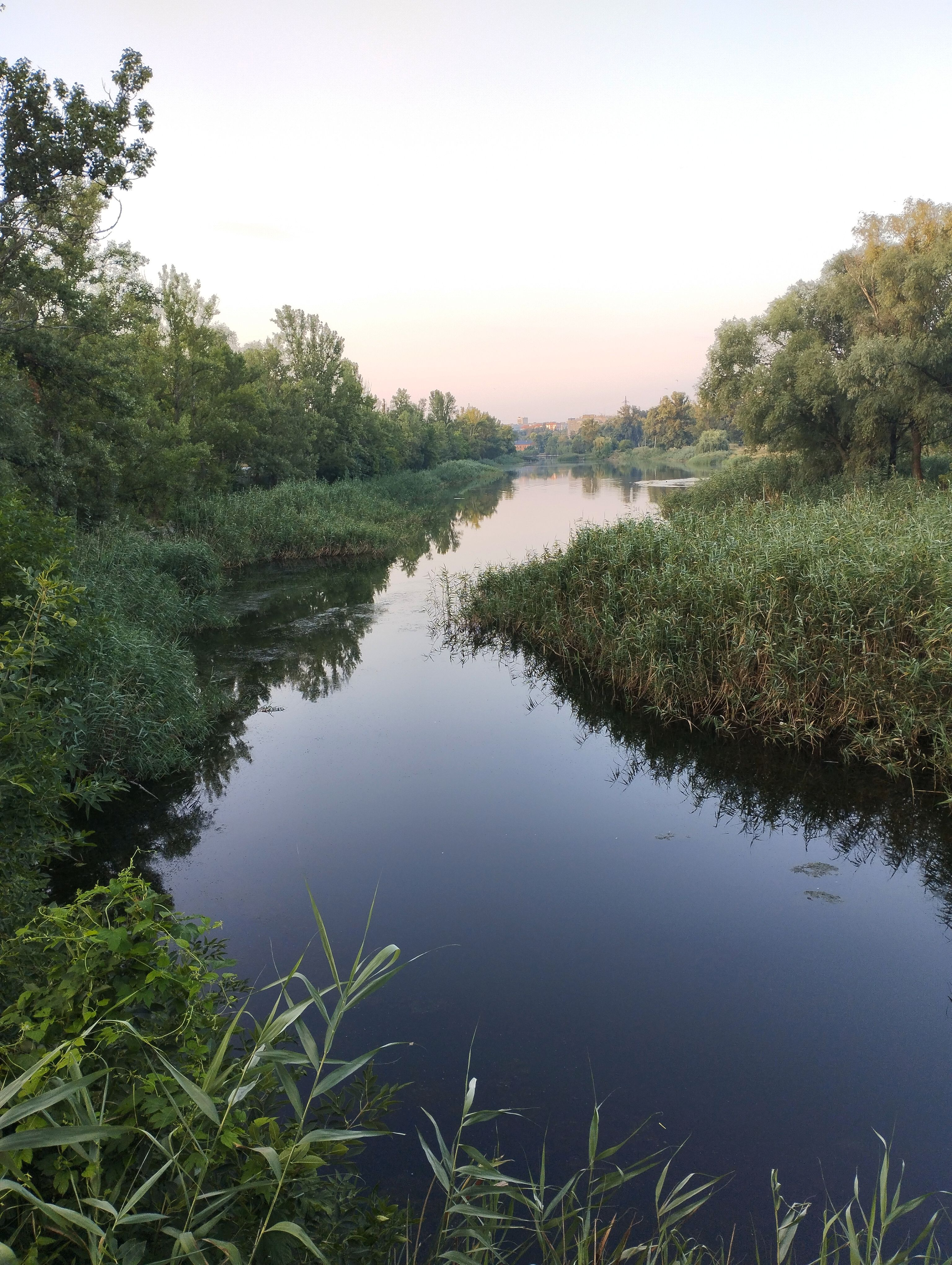
Річка Інгул, по якій проходить межа району. Вид з мосту вул. Київська

Розташований в центральній частині міста. Західна та південна межа Ковалівки проходять по річці Інгул.

## Опис
Основна частина забудови Ковалівки була приватною до 1970-х років. Тоді значну частину одноповерхових будинків було знесено та побудовано багатоповерхівки. Основна частина мікрорайону розташована у заглибленні, яке за мільйони років промила річка Інгул. В районі знаходиться пляж та озеро.

## З історії
15 (27) жовтня 1867 року за ініціативи викладача кавалерійського училища М. Ф. Федоровського та дружин офіцерів Г. М. Різанової і Г. І. Некрасової на Ковалівці було відкрито перше в Україні та Російській імперії ремісничо-грамотне училище для дітей з народу (нині Центральноукраїнський державний будинок художньої та технічної творчості, вулиця Вокзальна, 14 ).
У 1871 році за ініціативи викладача Єлисаветградського ремісничо-грамотнаго училища М. Ф. Федоровського у садку при училищі учні насипали курган-могилу Шевченкові - перший у світі пам'ятник Т. Шевченкові.